# Конновка (Ульяновская область)
Конновка — село в составе Земляничненского сельского поселения Барышского района Ульяновской области.

## География
Находится на расстоянии 6 км на юго-восток по прямой от районного центра города Барыш.

## История
В 1780 году, при создании Симбирского наместничества, село Богородское Кононовка тож, при реке Сар Барыша, помещичьих крестьян, однодворцев, вошло в состав Канадейского уезда. С 1796 года — в Карсунском уезде Симбирской губернии.
В 1846 году прихожанами был построен новый деревянный храм. Престол в нём один — в честь Казанской иконы Божией Матери.
На 1859 год село Кононовка входило в состав 1-го стана Карсунского уезда Симбирской губернии. имелась церковь, поташный завод.
В 1913 году в селе было учтено 70 дворов, 448 жителей, деревянная Казанская церковь, построенная в 1846 г. (не сохранилась), школа. В 1990-е годы работал СПК «Барышский».

## Население
Население составляло 144 человека в 2002 году (99 % русские), 84 по переписи 2010 года.

## Известные уроженцы
- Седов Иван Васильевич — Герой Советского Союза.